# Henri Françillon
Henri Françillon (né le 26 mai 1946) est un footballeur haïtien des années 1960 et 1970. Il évoluait au poste de gardien de but.

## Biographie
Il est international haïtien à vingt-six reprises de 1968 à 1977. 
Il fait partie de la sélection nord-américaine qui dispute la Coupe de l'Indépendance du Brésil, en 1972. Puis il participe à la Coupe du monde de football de 1974, où il joue tous les matchs d'Haïti, et encaisse quatorze buts. Haïti est éliminé dès le premier tour de la compétition. 
Il joue avec le club haïtien de Victory Sportif Club et après la coupe du monde 1974, il rejoint le TSV Munich 1860, lors de la saison 1974-1975, en deuxième division allemande, jouant cinq matchs. 